# واوکس سور وین
واوکس سور وین (به فرانسوی: Vaux-sur-Vienne) یک کمون در فرانسه است که در Canton of Saint-Gervais-les-Trois-Clochers واقع شده‌است.

## خصوصیات
واوکس سور وین ۷ کیلومترمربع مساحت و ۶۱۸ نفر جمعیت دارد و ۳۰۰ متر بالاتر از سطح دریا واقع شده‌است.